# 越南經濟
越南經濟是社会主义所主导的市场经济，在经济日益市场化的同时，国家对经济的干预仍处于较高水平。越南是目前东南亚第四大经济体，也是20世纪90年代以来亚洲乃至全球经济增长速度最快的经济体之一。
2022年，受惠於國內零售以及出口支持，越南國內生產總值（GDP）增長8.02%，高於預期，是自1997年以來經濟增長最高之一年。在2022年，越南是全亞洲經濟增長最快速之經濟體。

## 产业

### 农业
在越南，农业、林业和渔业是重要的经济部门，地形、土壤和气候条件以及充足的劳动力均适宜经济作物的种植。得益于越南的贸易自由化和农业改革，越南从农产品进口国变成了净出口国，农业部门的出口价值成倍增加，并远销至世界185个国家和地区，是东南亚的第二大农产品出口国。目前越南全国共有1462种农产品，约1.5万个农业合作社，7000多个农林水产品加工厂，官方确定的全国13大主要农产品包括稻米、咖啡、橡胶、腰果、胡椒、茶叶、蔬果、木薯及其制品、猪肉、禽肉和禽蛋、查鱼、虾类、木材及其制品等，其中稻米、咖啡、橡胶、腰果出口均居全球前列。

### 工业
越南自1986年实施革新开放以后，逐步开放市场，放宽外资持股比例，积极鼓励外商战略性投资，工业逐渐得到发展。2007年，越南在加入世界贸易组织后，因政策优惠、劳动力资源充足，吸引大量海外资本投资于加工制造业，迅速成为亚洲乃至世界新兴的消费性电子产品、纺织品及服装的制造中心。三星、LG、英特尔、西门子、微软、苹果等跨国公司先后在越南投资建立制造基地。

## 经济区域
1997年，越南官方成立北部重点经济区、中部重点经济区、南部重点经济区（现为南方重点经济区）。2009年，增设九龙江三角洲重点经济区。四个重点经济区域覆盖24个省和直辖市，是越南经济的重要增长极和带动全国其他地区经济前进的“火车头”。
北部重点经济区包括河内市、海防市、广宁省、海阳省、兴安省、永福省、北宁省等七省市，是越南政治、经济、文化、科技中心，也是全国第二大经济区。中部重点经济区包括岘港市和承天顺化省、广南省、广义省、平定省等五省市，是越南发展海洋经济的主力地区。南方重点经济区以胡志明市为核心，还包括平福省、西宁省、平阳省、同奈省、巴地头顿省、隆安省、前江省等八省市，是全国经济最发达的区域，也是越南工业园区最集中的地区。九龙江三角洲重点经济区包括芹苴市和金瓯省、安江省、坚江省等四省市，是全国重要的农业生产基地。
2004年，越南、老挝、柬埔寨三国共同设立了协同发展的跨国经济发展区越南-老挝-柬埔寨发展三角区。
2006年11月7日，世界貿易組織總理事會批准了越南的入世方案。 2007年1月11日，經過11年的準備，包括8年的談判，越南正式成為世貿組織的第149個成員。該國加入世貿組織旨在為經濟提供重要推動力，因為它確保自由化改革繼續進行，並為貿易擴張創造了選擇。然而，加入世貿組織也帶來了嚴峻的挑戰，要求經濟開放以應對日益激烈的外國競爭。
越南經濟繼續以超過 7% 的年增長率增長，是世界上增長最快的國家之一，但它從一個極低的基數開始增長，因為它在1950年代至1970年代遭受了越南戰爭的嚴重影響，以及其後引入的緊縮措施。 2012年，在大量國有企業破產、通脹上升後，共產黨被迫為經濟管理不善道歉。主要的危險是銀行的壞賬總額達到15%，預計 2012 年的增長率為 5.2%，但這也是全球經濟危機造成的。然而，政府已經啟動了經濟改革計劃，例如將外資持股比例從49%上調，並將導致近期經濟下滑的國有企業部分私有化。到 2013 年底，政府預計將 25-50% 的國有企業私有化，只保留對公共服務和軍隊的控制。隨著對越南經濟的信心正在恢復，最近的改革在越南股市創造了巨大的繁榮。
然而，越南目前的經濟動盪引發了一個新時期政治經濟變化的問題。截至2018年，貧困仍然是國家績效指數的主要關注點。省治理和公共行政績效指數 (PAPI) 發現，28% 的受訪者將貧困列為主要問題。大多數受訪者同意這樣的說法：“過度減少對於確保越南成為先進的發達國家至關重要。認為其經濟狀況將惡化的最貧窮越南受訪者的比例從 2016 年的 13% 增加到 26% 2017 年，參加醫療保險的受訪者比例從 2016 年的 74% 上升到 2017 年的 81%，其中農村人口群體增幅最大。
2017 年，追踪貪污的非營利組織透明國際將越南列為 176 個國家和地區中腐敗感知最嚴重的第 113 位，2016年和2017年發現的幾起貪污案件引發了反腐行動，以腐敗罪名起訴了許多銀行家、商人和政府官員。 PAPI發現公立地區醫院服務中的賄賂從2016年的17%下降到2017年的9%。土地沒收的報告從2013年之前的平均約9%下降到2017年的不到7%。認為他們的土地以公允市場價值出售的比例從2014年的26%下降到2017年的21%。土地使用貪污和小額貪污，如警察收受賄賂等現象屢見不鮮。根據拉爾夫詹寧斯的說法，越南一直在將其許多國有業務私有化，以減少腐敗並提高效率。
截至2018年3月，越南經濟持續增長，實現十年來最好的年增長率；這導致媒體猜測在不久的將來它是否可能成為亞洲四小龍之一。
根據星展銀行2019年的數據，到2029年，越南經濟有可能以6%-6.5%左右的速度增長。由於其強勁的外國投資流入和生產力增長，越南可以在未來十年超過新加坡的經濟總量（GDP）。然而，僅僅一年後，越南就超過了新加坡。
2020年，在COVID-19大流行期間，GDP成長達2.91%，此一增幅雖創下越南近30年來新低，但在全球疲於應對疫情之時，越南仍是亞洲表現最好的經濟體

## 对外贸易
越南漫长的海岸线和众多沿岸港口为商品进出口贸易提供极大便利。2011年前，越南商品贸易一直处于长期赤字状态。2012年，越南实现了20年以来的首次贸易顺差，除2015年外每年均录得出超状态，主要出口产品逐渐从农产品和原材料过渡至机械设备和纺织服装，国际贸易规模已进入全球经济体前三十位。截至2020年，中国、美国和韩国是越南前三大贸易伙伴。
越南亦积极与全球多个国家和地区达成自由贸易协定，为越南产品进入贸易伙伴国市场创造便利条件。 2019年1月，越南加入全面与进步跨太平洋伙伴关系协定（CPTPP）。2019年2月，越南与欧盟达成自由贸易协定（EVFTA），成为亚太国家中第一个与欧盟建立自由贸易关系的新兴市场国家。2019年11月，越南加入区域全面经济伙伴关系协定（RCEP）。

## 金融体系
成立于1951年5月6日的越南国家银行是越南的中央银行和货币政策主管机构。越南的货币是越南盾，实行有管理的浮动汇率制度，官方汇率参考价根据与越南有贸易、金融和投资关系的国家的一篮子货币进行计算确定，被认为亚洲非常稳定的货币之一。越南主要有四类信用组织：商业银行、政策性银行、合作信用社和财务公司，越南农业与乡村发展银行、越南投资发展银行、越南外贸股份商业银行、越南工商股份商业银行等国有控股银行在越南国内信用市场中占支配地位。1995年后，外资股份银行允许进入越南经营。
越南证券市场建立于2000年，是东南亚增长最快的证券市场之一，分为胡志明交易所（主板）、河内交易所（类似于中国的中小板）和UpCoM交易所（类似于中国的新三板），由越南证券交易所（VNX）统一管理。胡志明市交易所指数（VN Index）是市场最为关注的越南股票指数。政府债券主导越南债券市场，大型国有商业银行是政府债券的主要持有者，因此所持有的债券基本不会流转至二级市场。公司债券方面，越南起步晚并缺乏透明性。直到2006年以后，公司债券才得以发行并日趋增长，但市场规模仍非常小。

## 圖集

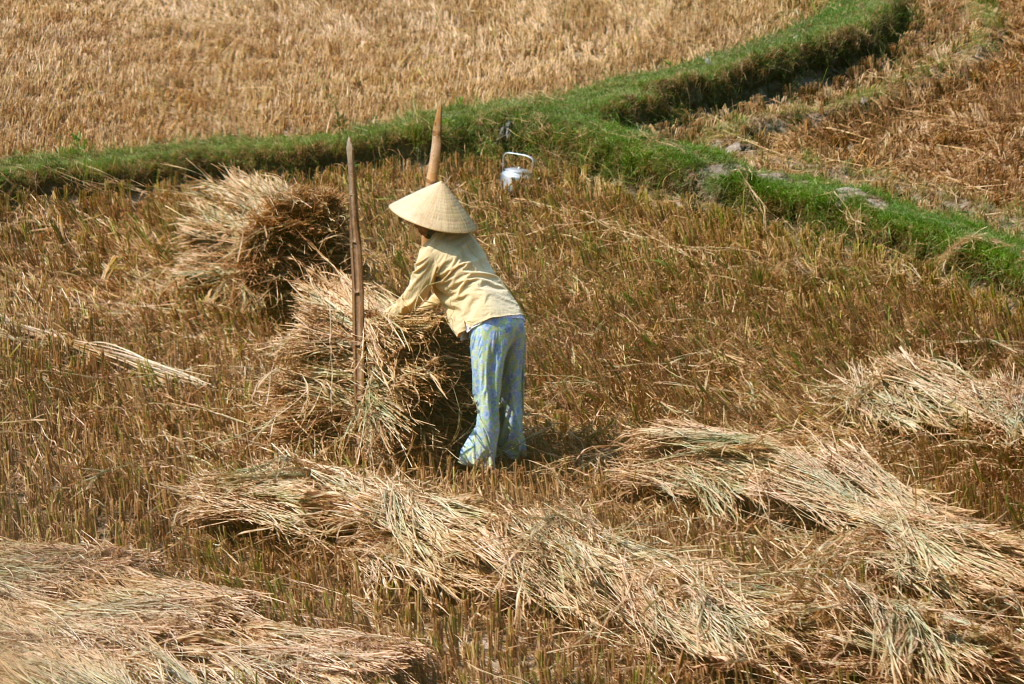
多數農村依舊赤貧
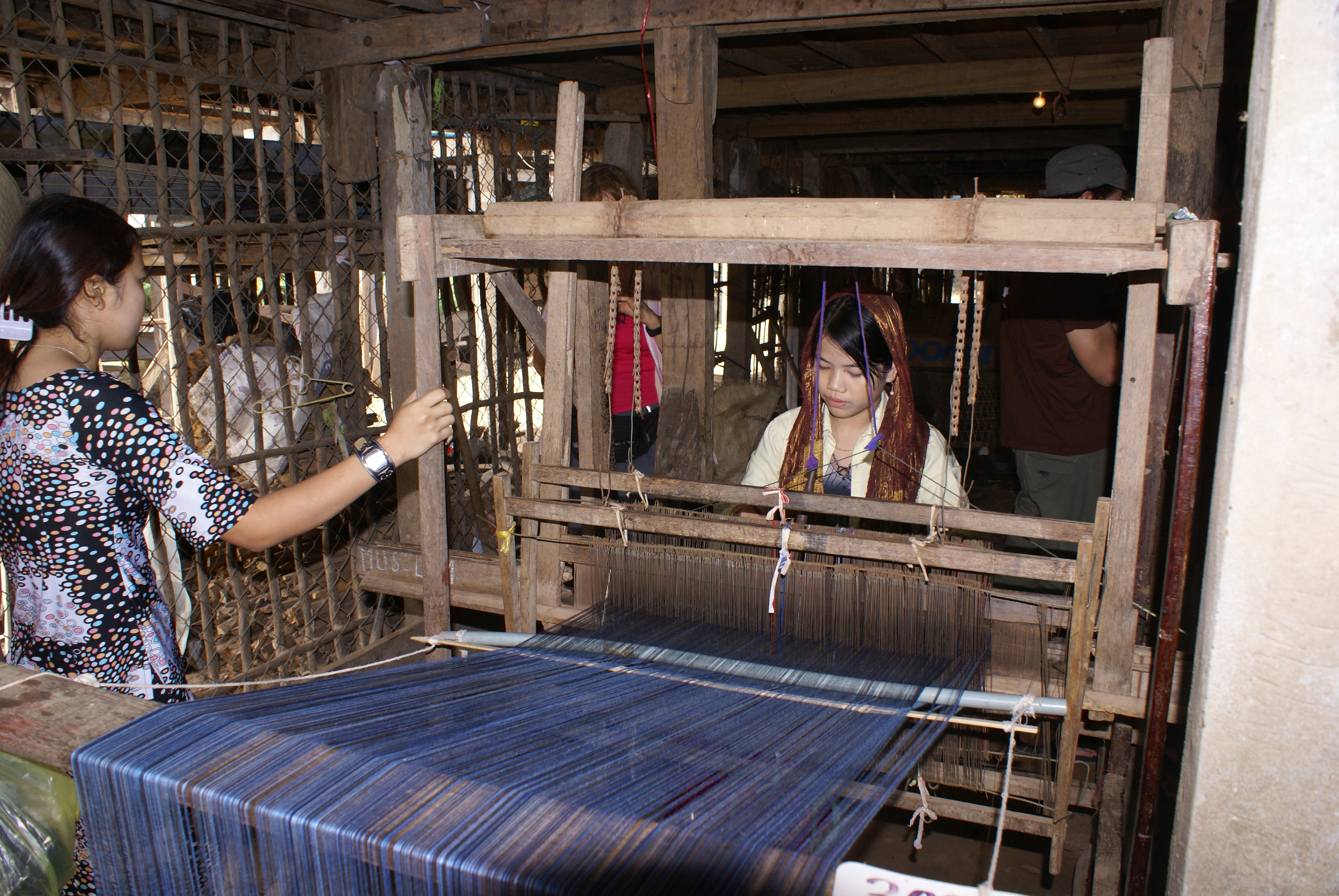
越南手工紡織業
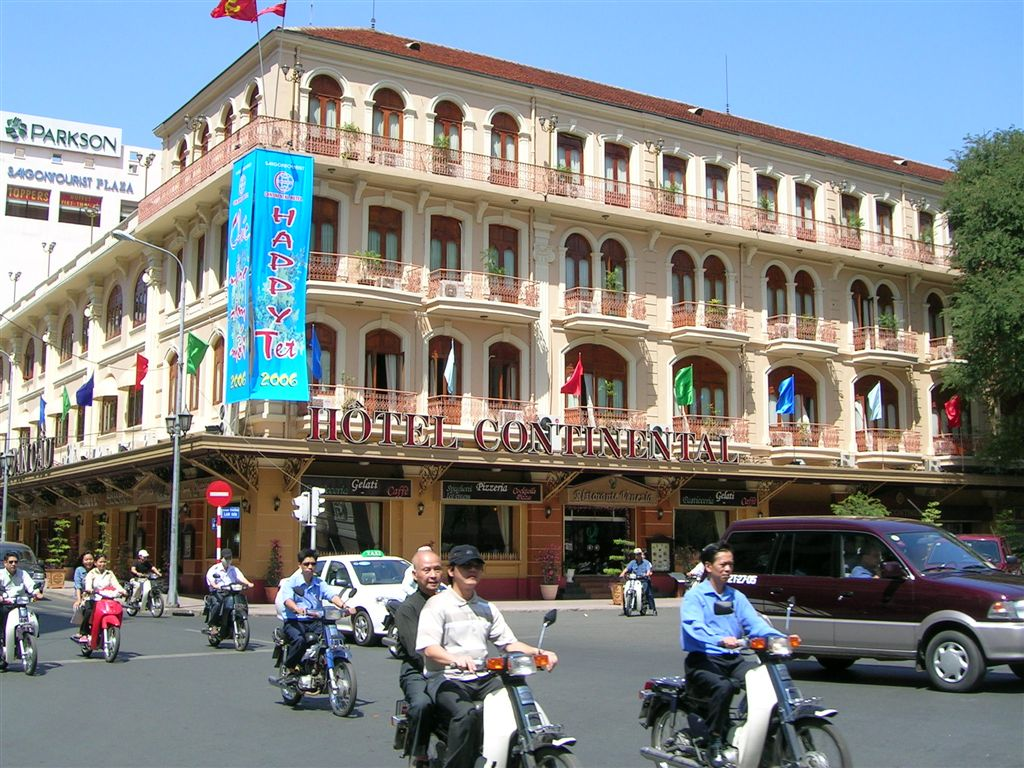
首都商業區
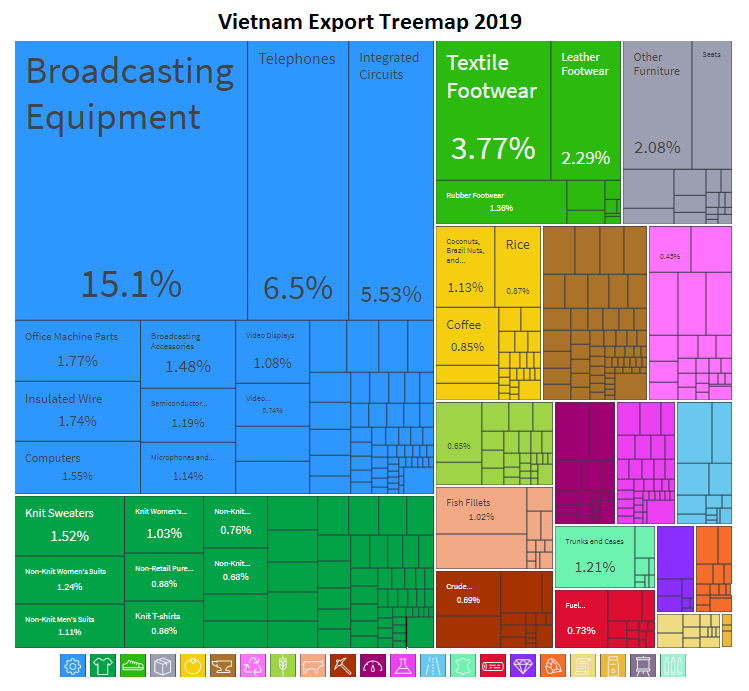
出口品
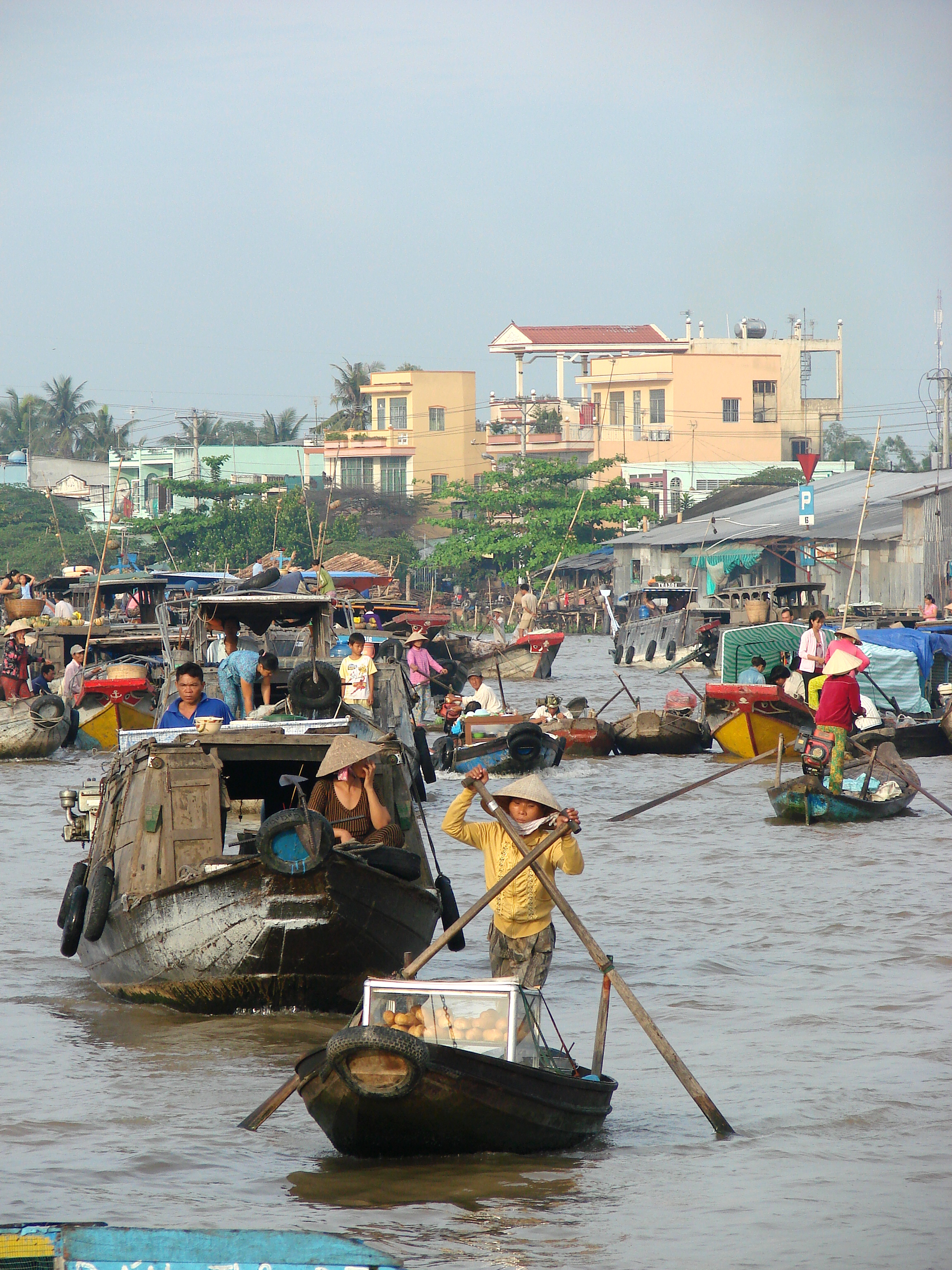
越南手工漁業